# Kamień (gemeente in powiat Chełmski)
De gemeente Kamień is een landgemeente in het Poolse woiwodschap Lublin, in powiat Chełmski.
De zetel van de gemeente is in Kamień.
Op 30 juni 2004 telde de gemeente 4003 inwoners.

## Oppervlakte gegevens
In 2002 bedroeg de totale oppervlakte van gemeente Kamień 96,9 km², waarvan:
- agrarisch gebied: 81%
- bossen: 7%

De gemeente beslaat 5,44% van de totale oppervlakte van de powiat.

## Demografie
Stand op 30 juni 2004:
| Omschrijving                   | Totaal | Totaal | Vrouwen | Vrouwen | Mannen | Mannen |
| ------------------------------ | ------ | ------ | ------- | ------- | ------ | ------ |
| eenheid                        | aantal | %      | aantal  | %       | aantal | %      |
| inwoners                       | 4003   | 100    | 1998    | 49,9    | 2005   | 50,1   |
| bevolkingsdichtheid (inw./km²) | 41,3   | 41,3   | 20,6    | 20,6    | 20,7   | 20,7   |

In 2002 bedroeg het gemiddelde inkomen per inwoner 1399,87 zł.

## Plaatsen
Andrzejów, Czerniejów, Haliczany, Ignatów, Ignatów-Kolonia, Józefin, Kamień, Kamień-Kolonia, Koczów, Majdan Pławanicki, Mołodutyn, Natalin, Pławanice, Pławanice-Kolonia, Rudolfin, Strachosław, Wolawce.

## Aangrenzende gemeenten
Chełm, Dorohusk, Leśniowice, Żmudź
- Virtual International Authority File: 54154074389611741389